# Loei (provins)
Loei er en thailandsk provins.
Hovedstaden i provinsen er Loei.
17°29′12″N 101°43′10″Ø / 17.486666666667°N 101.71944444444°Ø